# Anna Maria Rückerschöld

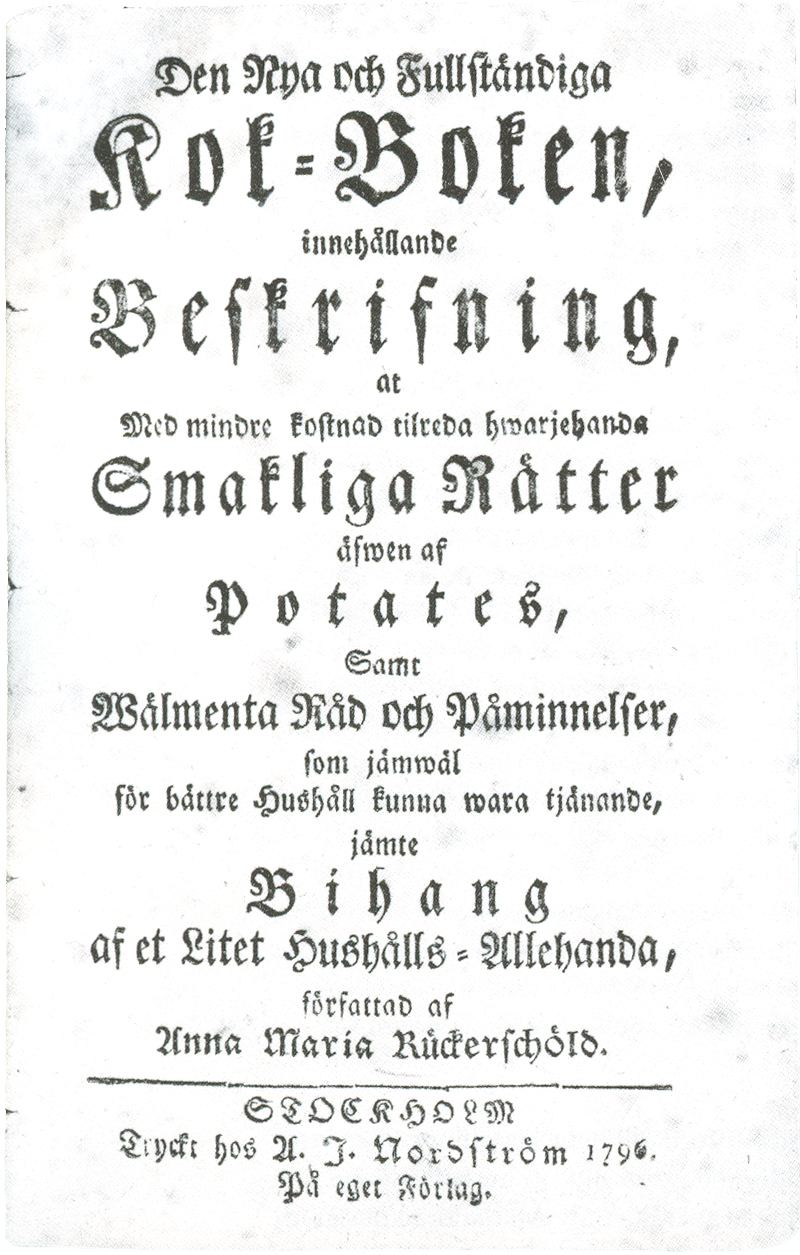
La portada de Den Nya och Fullständiga Kok-Boken de 1796, la única obra de Rückerschöld dedicada casi en su totalidad a la cocina.

Anna Maria Rückerschöld (5 de febrero de 1725 - 25 de mayo de 1805), nacida como Rücker, fue una autora sueca que escribió varios libros populares sobre limpieza y cocina a finales del siglo XVIII y principios del XIX. Defendió el derecho de las mujeres a una buena educación en asuntos domésticos y difundió este punto de vista en el debate público a través de una carta anónima en 1770. Junto con Cajsa Warg y otras autoras de libros de cocina, fue una figura influyente en asuntos culinarios en la Suecia moderna temprana.

## Biografía

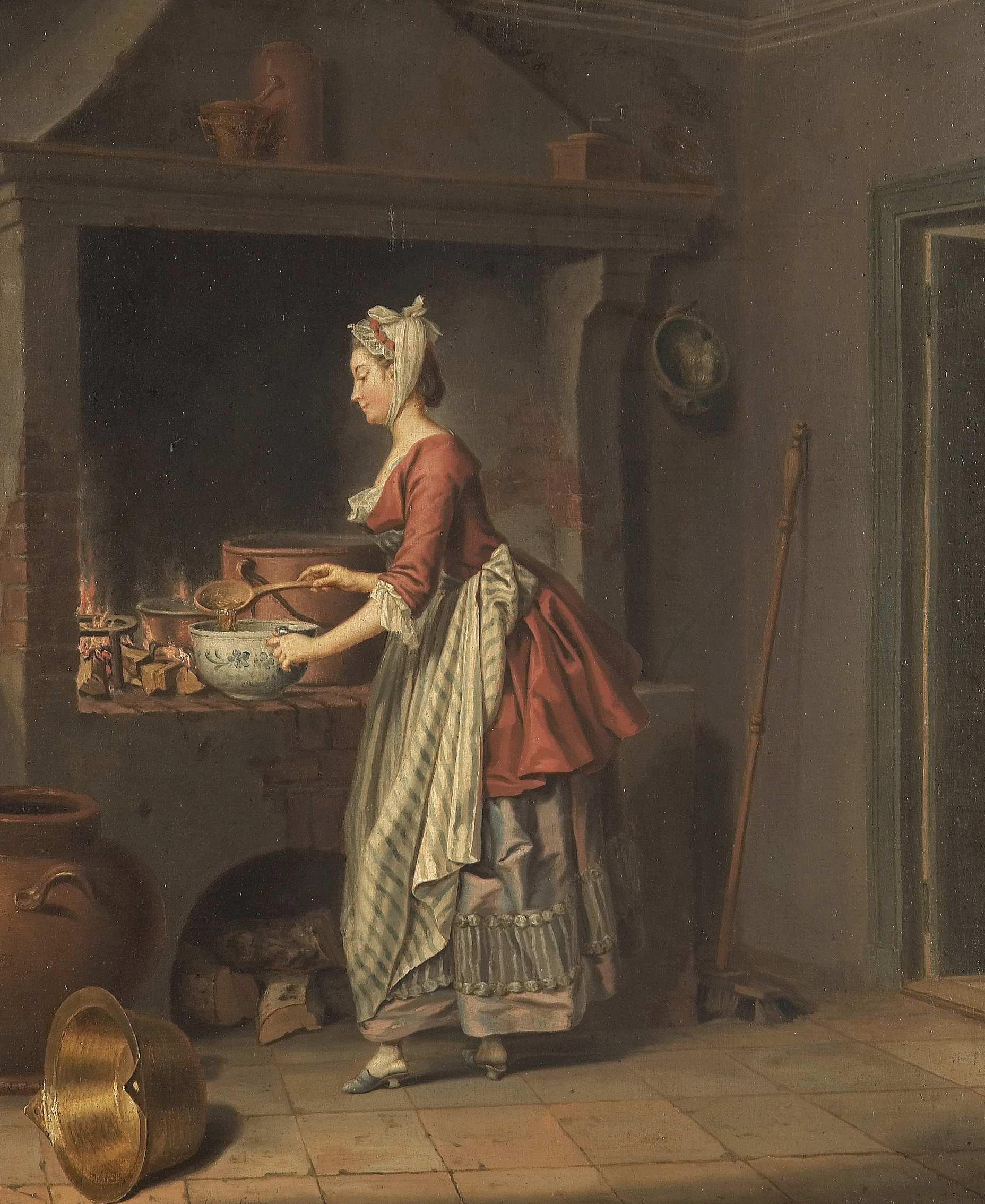
Cuadro del interior de una cocina de la segunda mitad del. En piga öser soppa ur en kittel ("Una criada sirve sopa de un caldero"); óleo sobre lienzo de Pehr Hilleström.

Rückerschöld nació en 1725. Era hija de Emerentia Polhem y Reinhold Rücker, un juez del tribunal superior de Estocolmo. Creció en Stjärnsund y Hedemora, siendo una de los diez hijos de la familia, siete niñas y tres niños. La familia no era parte de la nobleza, pero pertenecía a las altas esferas de la sociedad y el padre finalmente fue nombrado caballero en 1751, el mismo año en que murió. Reinhold Rücker pasó mucho tiempo fuera mientras trabajaba en Estocolmo, dejando a su esposa a cargo de la casa. Rückerschöld era nieta del inventor e industrial Christopher Polhem y pasó parte de su infancia con su abuelo en su finca en Stjernsund. Cuando Rückerschöld tenía doce años, sus tres hermanos fueron enviados a estudiar a la prestigiosa Universidad de Uppsala. Las siete hermanas permanecieron en Hedemora sin recibir ninguna educación formal, que era la educación habitual de las niñas en ese momento.
En 1750, Rückerschöld se casó con Jonas Jakobsson Dahl, un contable del tribunal superior de Estocolmo. Dahl se educó en la Universidad de Uppsala y era hijo del propietario de una fábrica. Rückerschöld mantuvo su apellido de soltera durante toda su vida,lo cambió solo después de que su padre fuera nombrado caballero en 1751 y agregó -schöld ("escudo") a su apellido. La pareja tuvo su primer hijo, Emerentia, en 1751, y se mudó a Sätra gård en la actual Upplands Väsby, al norte de Estocolmo en 1760. Rückerschöld dio a luz a tres hijos más entre 1759 y 1765, Maria, Fredrica y Christopher. Un cuarto hijo, Chierstin, murió  siete horas después de su nacimiento. Los otros tres niños alcanzaron la edad adulta. Emerentia se casó con un letrado en Småland, mientras que su hermana Maria Fredrica permaneció soltera. Christopher se hizo a la mar, pero nunca se supo de él después de eso. La familia se mudó de Sätra gård a Estocolmo. El registro más antiguo de su residencia en Estocolmo es de 1775, y la pareja permaneció allí el resto de sus vidas. Los padres sobrevivieron a sus hijos; Dahl murió en 1796 y Rückerschöld nueve años después, en 1805, a la edad de 80 años.

## Debate público
Rückerschöld es conocida por sus libros sobre cocina y trabajo doméstico, pero también sobre el artículo en el que abogaba por la educación de las mujeres en el hogar. En febrero de 1770 apareció una carta con el título "Det Olyckliga Swenska Fruentimrets Böneskrift till Allmänheten" ("La súplica de la infeliz sueca al público en general") en el periódico Almänna Magazinet escrito por Fru D **, "Sra. D **" (probablemente "Sra. Dahl"). La carta se atribuyó a Rückerschiöld ya que se sabe que escribió una carta a Carl Christopher Gjörwell, editor de Almänna Magazinet y otros periódicos, solo unas semanas después. En la carta está agradecida a Gjörwell por publicar uno de sus escritos, y expresa su deseo de que ella "viviera para ver incluso la más pequeña enmienda a las sugerencias que me he aventurado a hacer en beneficio de mi sexo".
El artículo fue publicado durante un período de intenso debate público. La libertad de prensa se estableció en 1766 y animaba a la gente a dar sus sugerencias sobre cómo mejorar la sociedad sueca. La economía, la emigración, la agricultura y la educación fueron temas muy debatidos, así como los problemas de las mujeres solteras de clase media. Sin un cónyuge, una mujer en la Suecia del siglo XVIII podía tener grandes dificultades para mantenerse, especialmente porque los sirvientes de menor rango a menudo eran promovidos a sirvientas y se reducían el número de oportunidades de empleo para mujeres solteras.
Rückerschöld defendió la división "natural" entre las esferas de trabajo masculina y femenina, pero también abogó por escuelas para mujeres en las que se les pudieran enseñar las tareas domésticas, como cocinar, sembrar y economía doméstica básica. Pensaba que la necesidad de conocimientos prácticos del hogar debería tener prioridad sobre las habilidades sociales destinadas a agradar, como el conocimiento de la música, el bordado y el arte. A través de alegorías, la carta expresaba su opinión sobre la relación entre los sexos y su apasionada preocupación por el bienestar de sus compañeras. Intentó ilustrar la gravedad de la situación comparando la difícil situación de las mujeres con la de Filomela, un personaje de la mitología griega que fue violado por el marido de su hermana y luego le cortaron la lengua para evitar que hablara sobre el hecho. Finalmente, logró exponer al esposo al explicar minuciosamente su historia a través del bordado.
Su apasionada defensa del derecho de las mujeres contemporáneas de clase media a una sólida educación en el servicio del hogar ha llevado a la periodista y escritora Ingrid Ärlemalm a describir a Rückerschöld como una "feminista cautelosa". En la carta en Allmänna Magazinet, también muestra signos de ser culta y estar familiarizada con la literatura contemporánea sobre pedagogía con citas del Traité de l'education des filles de François Fénelon ("Tratado sobre la educación de las niñas"), que había publicado en traducción sueca 1762. Al igual que Rückerschöld, Fénelon abogó con firmeza por la educación en el hogar para las jóvenes.

## Limpieza y cocina

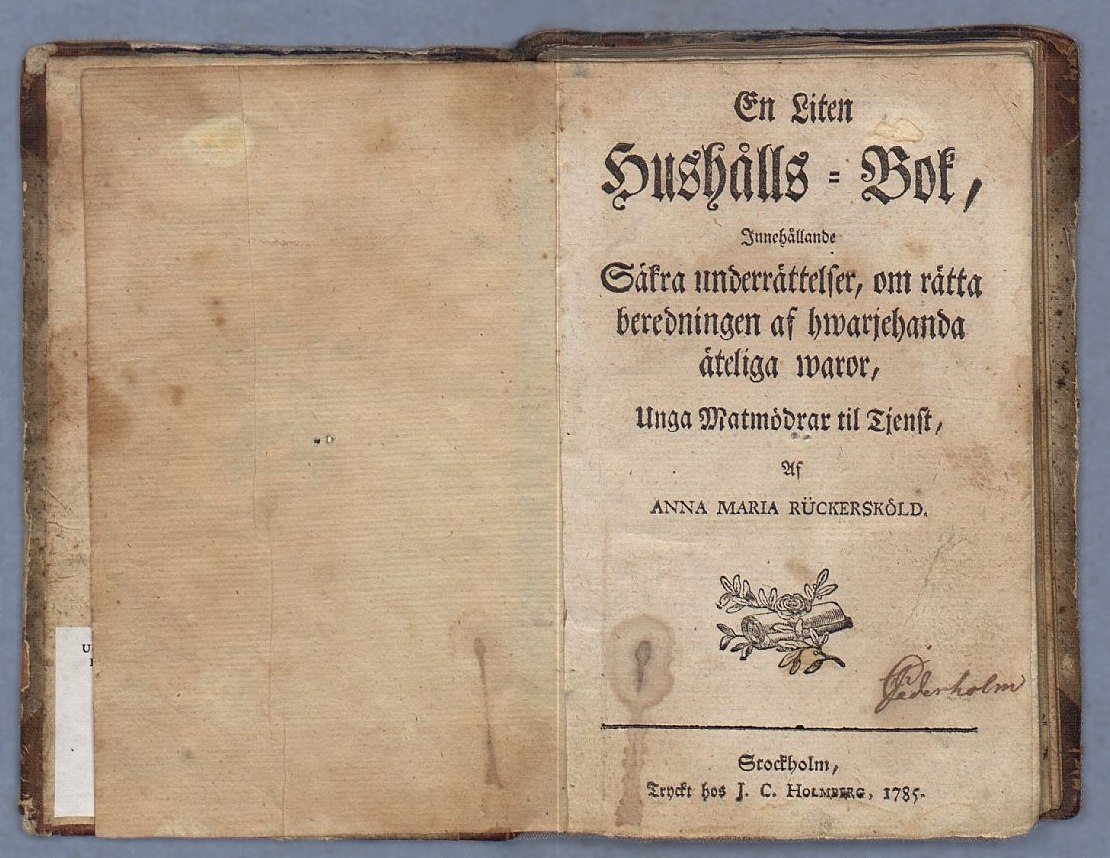
Página de título de una primera edición de En Liten Hushålls-Bok.

En 1785, quince años después de que escribiera su petición por la educación doméstica femenina, Rückerschöld publicó En Liten Hushålls-Bok ("Un pequeño libro doméstico"). Se publicó en su propio nombre y contiene varios consejos prácticos sobre la gestión eficiente del hogar; cocinar, limpiar, lavar, preparar cerveza, despiece, etc. Influida por las ideas económicas mercantilistas de su tiempo, aconsejó a los lectores aprovechar mejor los productos locales, como las bayas y los champiñones, y utilizar productos disponibles localmente en favor de las importaciones, como la sustitución del vino por jugo o vinagre de fruta de cosecha propia. Hay pocas recetas reales para cocinar, y todas describen platos más cotidianos, como papilla y sopa más simples. Para una cocina más refinada, Rückerschöld recomendó otros libros de cocina contemporáneos, de los cuales Cajsa Warg se describe como el más importante.
El libro resultó ser lo suficientemente popular como para ser impreso en dos ediciones más y en 1796 se publicó el primer libro de cocina genuino de Rückerschöld, Den Nya och Fullständiga Kok-Boken ("El nuevo y completo libro de cocina"). Tenía más páginas que su trabajo anterior, más de 300 e incluía recetas para platos más refinados. Sin embargo, Rückerschöld trató de aferrarse a sus ideales frugales. En el prólogo del libro, describió el libro de cocina de Cajsa Wargs como demasiado extravagante, aunque esto se disculpa parcialmente porque fue escrito en una época de mayor abundancia y por un autor acostumbrado a los espléndidos recursos de una rica cocina. En el libro, Rückerschöld continuó promoviendo su objetivo de que todas las mujeres deberían ser amas de casa y cocineras capacitadas; sin ese conocimiento, no podrían cumplir con sus deberes como mujeres. Además de las recomendaciones en el prólogo, el libro también contenía un breve capítulo con descripciones de amas de casa ficticias que sirvieron como ejemplos de advertencia sobre el descuido de las tareas domésticas en favor del embellecimiento, la lectura, la religión o las tareas de los sirvientes. La ama de casa ideal está encarnada solo por el ejemplo final, Beningnia. Al ser humilde, estudiosa y erudita, y ser la primera en levantarse y la última en irse a la cama, se convierte en "el orgullo de su marido, el pináculo de la casa, el gozo de los sirvientes, el deleite de los amigos, el apaciguador de los pobres, el inconsolable, refugio de los oprimidos y, finalmente, la envidia de los vecinos mezquinos ".
Antes de su muerte, Rückerschöld escribiría dos libros más sobre el tema de la limpieza y la cocina: Fattig Mans Wisthus och Kök, ("Despensa y cocina del pobre") y En Liten Hushålls-Cateches ("Un catecismo en el hogar pequeño"). El primer libro se publicó en 1796 y tenía como objetivo un público más amplio que los libros anteriores. Esto incluía no solo hogares urbanos modestos, sino también esposas campesinas que constituían la mayoría de la población en Suecia en ese momento. Una vez más, Rückerschöld hizo hincapié en la importancia de que las mujeres conozcan las habilidades adecuadas para el hogar y las instó a cuidar bien de la economía del hogar para evitar que los maridos incompetentes arruinen el presupuesto familiar. Aparte de las instrucciones para los platos simples, había estrategias para ahorrar dinero, como hornear el propio pan o cooperar con los vecinos para comprar grandes cantidades de comida a precios más bajos. En el libro, Rückerschöld se describe a sí misma haciendo una inspección en una casa de campesinos, mientras le muestran el granero, la despensa, el huerto, etc., y tiene sugerencias de mejoras en todas partes. Fattig Mans Wisthus och Kök recibió una medalla de plata de Patriotiska Sällskapet ("La Sociedad Patriótica") por ser el primer libro de cocina escrito para hogares más pobres. En 1797, un año después de la primera publicación del libro, salió la segunda.
En Liten Hushålls-Cateches se publicó en 1800 y solo tenía 43 páginas. En su último libro, Rückerschöld repitió sus opiniones sobre la importancia de conocer las habilidades del hogar, y que las niñas deberían poder participar en las tareas del hogar desde una edad temprana en lugar de que las mimen y les enseñen habilidades poco prácticas. Mientras enfatizaba que la posición dada por Dios a la mujer estaba en el hogar y que debería estar acostumbrada a la humildad y la obediencia, también alentó a las mujeres a tomar el asunto en sus propias manos; la falta de educación en el hogar solo puede aliviarse compartiendo información y transmitiendo conocimientos de una generación a otra.

## Libros
- Det Olyckliga Swenska Fruentimrets Böneskrift till Allmänheten 1770 (publicado con seudónimo)
- En Liten Hushållsbok (1785)
- Fattig Mans Wisthus och Kök (1796)
- Den Nya och Fullständiga Kok-Boken (1796)
- Försök till en liten Hushålls-Cateches (1800)